# Bussière-Nouvelle
Bussière-Nouvelle é uma comuna francesa na região administrativa da Nova Aquitânia, no departamento de Creuse. Estende-se por uma área de 8,52 km². Em 2010 a comuna tinha 83 habitantes (densidade: 9,7 hab./km²).